# Pastinaca argyrophylla
Pastinaca argyrophylla är en flockblommig växtart som beskrevs av Dimitàr Danailov Delipavlov. Pastinaca argyrophylla ingår i släktet palsternackor, och familjen flockblommiga växter. Inga underarter finns listade i Catalogue of Life.